# Мугай Нёдай

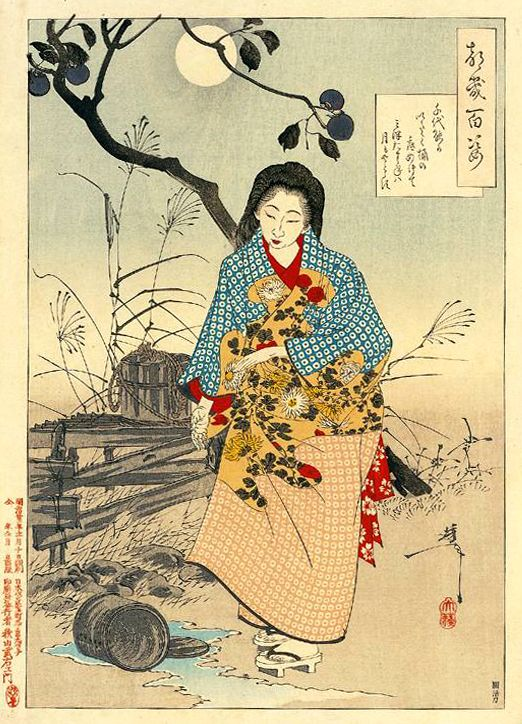
Леди Тиё (Нёдай) и разбитое ведро воды, рисунок Ёситоси.

Мугай Нёдай (無外 如大; 1223—1298) — японская монахиня школы Риндзай-дзэн, первой получившая признание как дзэнский мастер (со), а не просто монахиня. Основатель самого значительного впоследствии женского монастыря Кэйай-дзи.
Также известна под мирским именем Тиёно (Тёно, Тённо) и под посмертным именем Мудзяку-ни.

## Биография
Известная до принятия монашества под мирским именем Тиёно, она, возможно, была дочерью Ясумори из клана Адати, брата Какусан Сидо (матери Ходзё Садатоки). Её мужем был, возможно, учёный из клана Ходзё ветви Канадзава, Ходзё Санэтоки (1225—1276) или его сын Ходзё Акитоки (что менее вероятно из-за предполагаемой разницы в возрасте), и она приняла монашество после смерти мужа.
При пострижении Тиёно получила имя Нёдай. Начав с исполнения трудовых и хозяйственных обязанностей в монастыре, она со временем стала практиковать дзадзэн и получила наставления у Энни Бэнъэна и Усюэ Цзуюаня.
В 1282 году, когда Усюэ Цзуюань основал Энгаку-дзи, Нёдай последовала за ним. Перед своей смертью в 1286 году Усюэ Цзуюань признал Нёдай своим наследником в дхарме, тем самым создав прецедент, когда женщина была признана дзэнским мастером (и следовательно, просветлённым существом). Он даровал ей иероглиф из собственного имени (無 му), подчеркнув тем самым преемственность.
То, что Усюэ Цзуюань признал своим наследником в Дхарме женщину (что он оговаривает и письменно), после его смерти вызвало немедленное отторжение у современников, но вскоре Нёдай доказала свою репутацию буддийского мастера и основала в северном Киото главный монастырь женской дополнительной системы Годзан, Кэйай-дзи, который стал центром для сети из 5 монастырей, дублирующих систему мужских монастырей.

### Просветление
101 история Дзэн описывает просветление Нёдай в истории «Ни воды, ни луны» следующим образом:

Когда монахиня Тёно училась Дзен у Букко из Энгаку, она долгое время не могла вкусить от плодов медитации. Наконец, однажды лунной ночью она несла воду в старом ведре, обвязанном бамбуком. Бамбук разорвался и дно ведра отвалилось, — и в этот момент Тёно стала свободной! В память об этом она написала поэму:
И так, и сяк, старалась я спасти старое ведро,
Пока бамбуковая веревка не ослабла и не порвалась,
Пока, наконец, дно не вылетело.
Нет больше воды в ведре!
Нет больше луны в воде!

## Дань памяти
Статуя Мугай Нёдай, ныне в монастыре Ходзи-ин (её мощи и связанные с ней вещи были перенесены сюда во время Войны Онин, когда Кэйай-дзи был разрушен), служит объектом изучения как образчик скульптурного реализма. Она объявлена Национальным сокровищем Японии. Её копия содержится в музее Канадзавы.